# Straßenbahn Kopenhagen
Die Straßenbahn Kopenhagen war die erste Straßenbahn (dänisch Sporveje) in Dänemark. 1863 wurde das Nahverkehrsmittel von einem Privatunternehmen gegründet. Ab 1911 übernahm die Stadt Kopenhagen mit der Københavns Sporveje (KS) den Betrieb.
Die Einstellung des Straßenbahnverkehrs in der dänischen Hauptstadt erfolgte nach fast 110 Jahren 1972. Die letzte Kopenhagener Strecke, die Linie 5, war die letzte Straßenbahn Dänemarks. Jahrzehntelang verkehrte mit Ausnahme einer Museumsstraßenbahn im mittelseeländischen Jystrup keine Straßenbahn mehr in Dänemark.
Der Begriff Københavns Sporveje war sowohl eine Bezeichnung des hauptstädtischen Verkehrsmittel wie auch der Name einer Betreibergesellschaft, der KS.

## Geschichte

### Dampf- und Pferdebahn

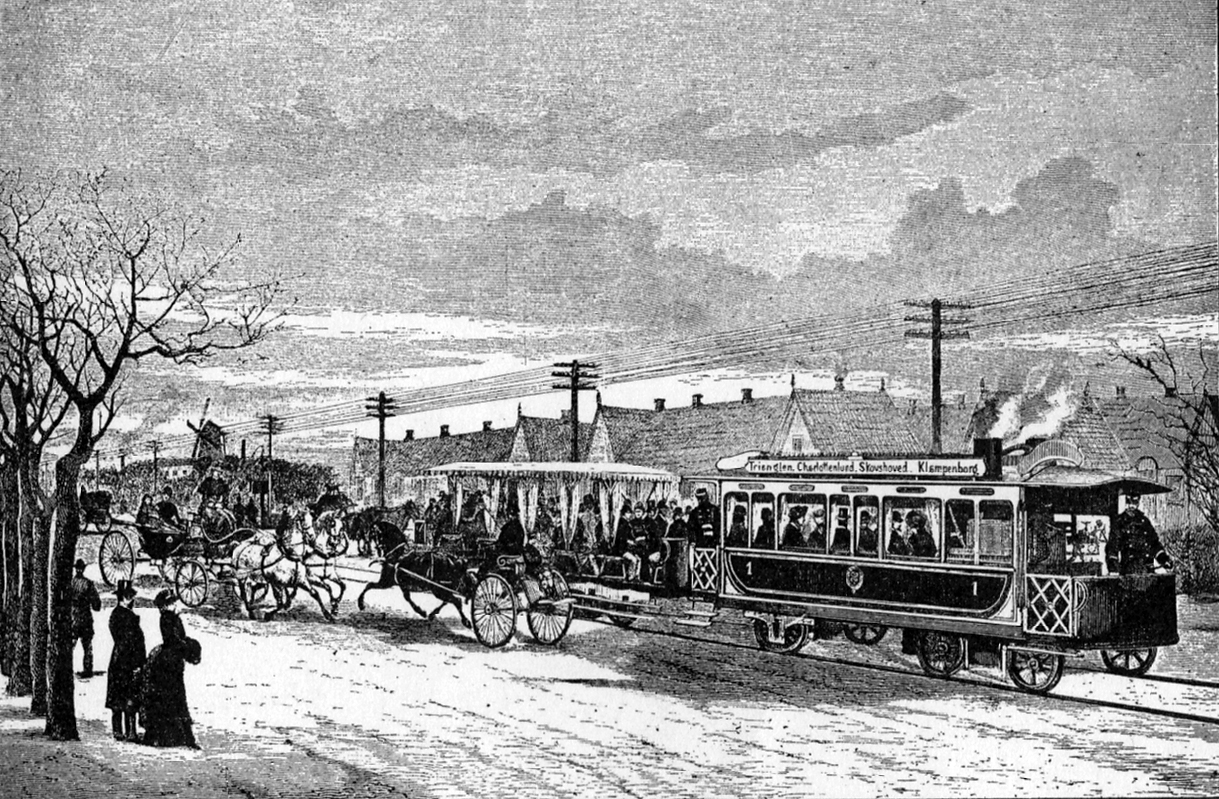
Die Dampfstraßenbahn im Norden Kopenhagens von 1884 verkehrte teilweise auf der Strecke der späteren Linie 14. Die Zeichnung zeigt einen Dampftriebwagen der Bauart Rowan.

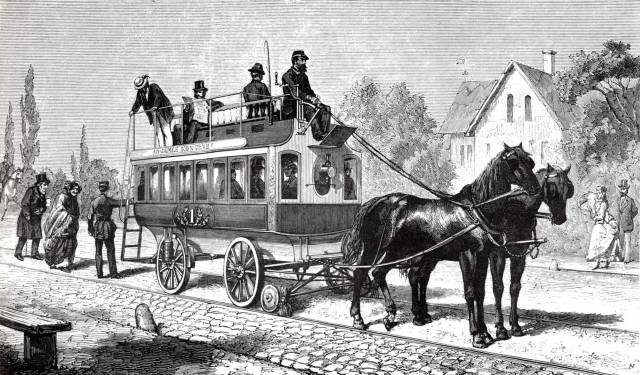
Zeichnung eines Kopenhagener Pferdestraßenbahnauslenkwagens von 1872.

Am 22. Oktober 1863 begann das Zeitalter der Straßenbahn in Kopenhagen. Die Copenhagen Railway Company Ltd. (CRC), eine Aktiengesellschaft und Tochterfirma eines britischen Unternehmens errichtete die erste Bahn. Hovedlinien (die Stamm- oder Hauptstrecke) führte vom Frederiksberg Runddel über die Vesterbrogade ins Stadtzentrum. Diese Strecke wurde als Pferdestraßenbahn betrieben. Die CRC erweiterte noch ihr Linienangebot. Unter dem gleichen Namen Hovedlinien folgte eine Verlängerung zu drei weiteren Endhaltestellen. Es gab sowohl die Traktion von Pferdekraft wie auch Dampfkraft.
1884 eröffnete die Strandvejens Dampsporvejs-Selskab die Strecke Strandvejens Dampsporvej. Sie wurde als Dampfstraßenbahn mit Rowan’schen Dampftriebwagen betrieben. Diese Linie verband:
- Trianglen – ein Platz im nördlichen Kopenhagen – mit dem an die Stadtgrenze anschließenden
- Ortsteil Hellerup der heutigen Gentofte Kommune und weiter mit dem
- nördlichsten Teil von Gentofte, Klampenborg.[2]

Über Trianglen führten bald mehrere Straßenbahn- und Pferdeomnibuslinien. Der Platz wurde zum nördlichen Verkehrsknotenpunkt Kopenhagens, zum Pendant der Innenstadt wurde der Rathausplatz.
Ende 1865 gründete der dänische Bankier und Industrielle Carl Frederik Tietgen die Kjøbenhavns Sporvei-Selskab (KSS) und übernahm Fahrzeuge und Strecke der CRC. Die Copenhagen Railway Company Ltd. war im Dezember gleichen Jahres in die Insolvenz gegangen. Tietgens KSS betrieb neben den vier ehemaligen Linien der CRC weitere Strecken, einschließlich solcher von Pferdeomnibussen. Die letzte Pferdestraßenbahn Kopenhagens verkehrte erst 1915.

### Elektrische Straßenbahn

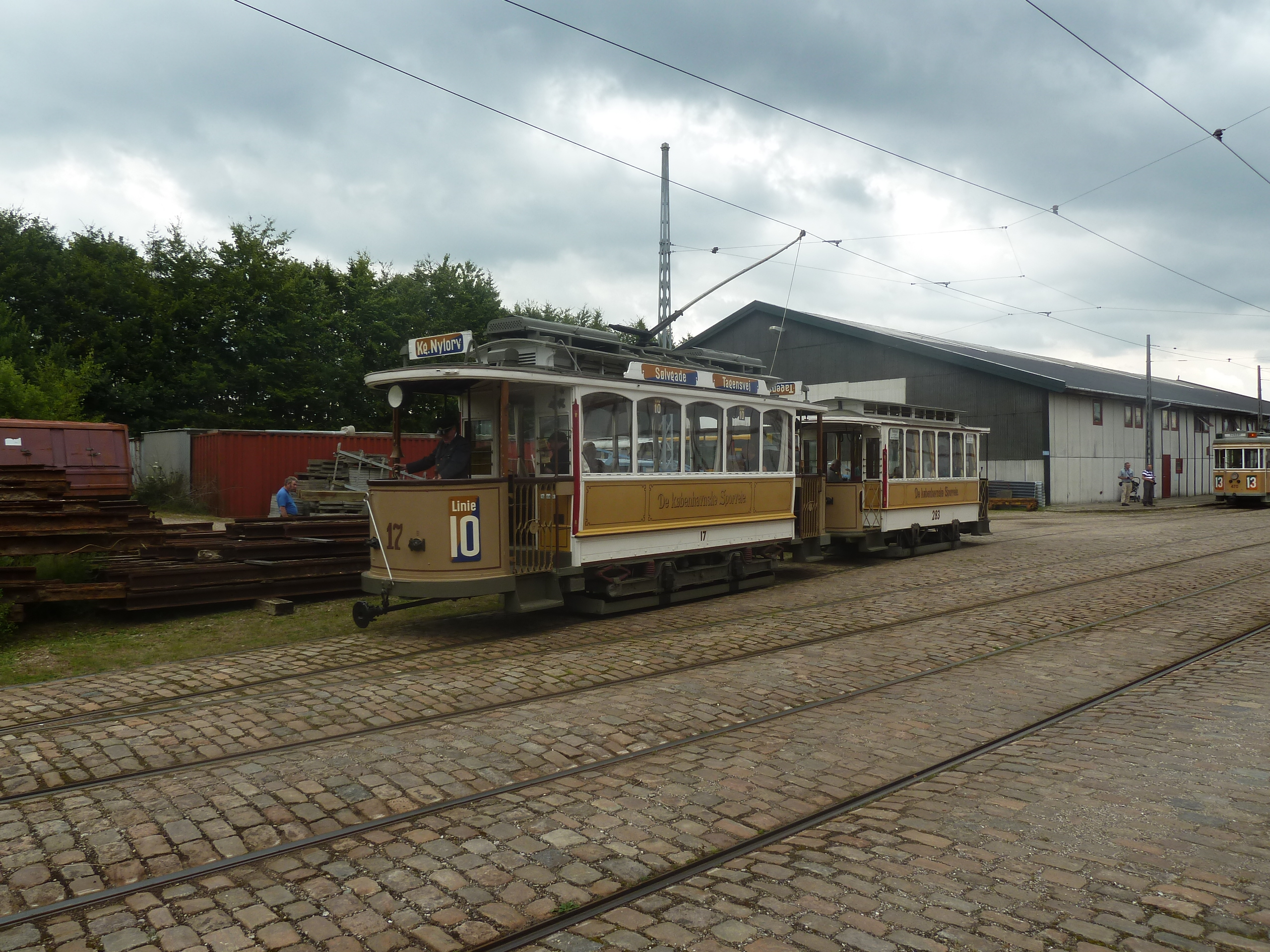
Wagen des Unternehmens DKS, Linie 10

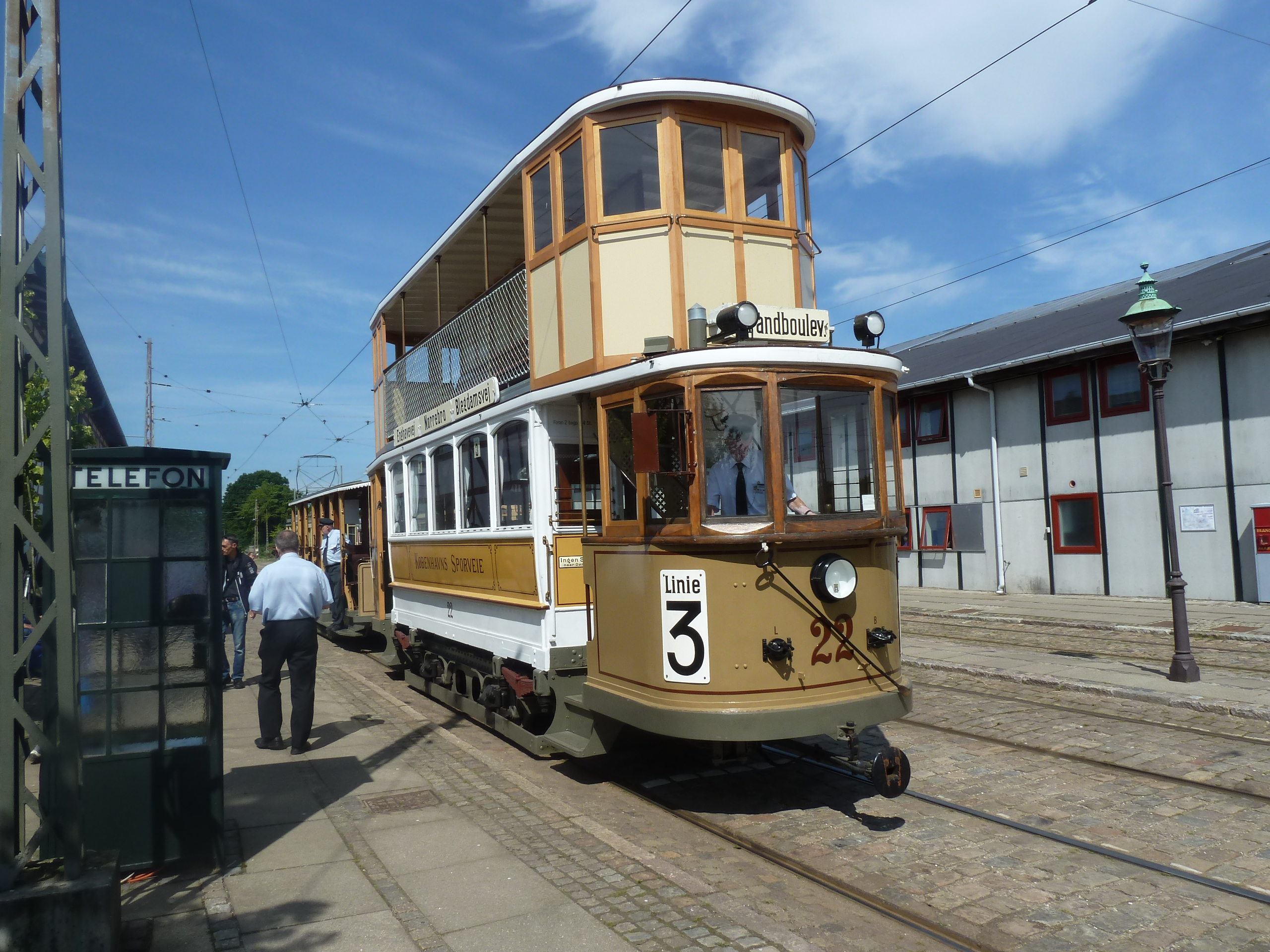
Doppelstockwagen der KS, Linie 3

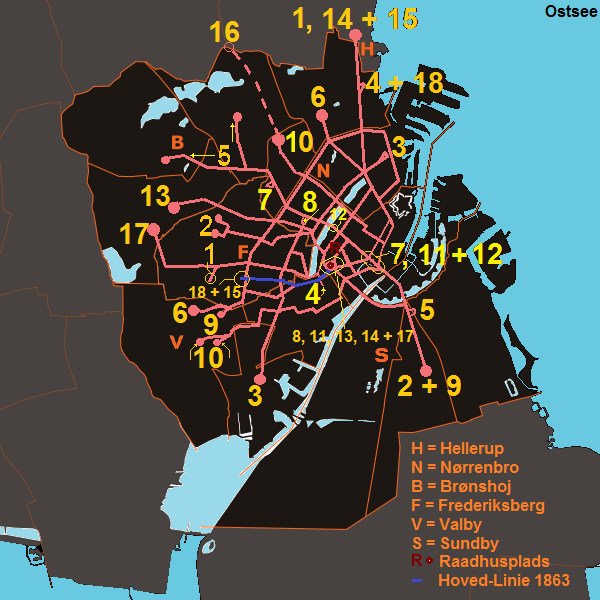
Netz um 1920, die erste der Hovedlinien von 1863, ist Blau gekennzeichnet. Die „saure Bahn“ verkehrte auf der Strecke der späteren Linie 7

1897 wurde die erste Strecke der Straßenbahn elektrisch betrieben, anfänglich noch mit Akkumulatortriebwagen ohne Oberleitung. Es war die Nørrebrogadelinie, deren Wagen zwischen Kongens Nytorv in Kopenhagens Innenstadt und dem nordöstlichen Nørrebro (Linie 7) verkehrten. Sie erhielt im Volksmund die Bezeichnung „saure Bahn“, da der Geruch der Batteriesäure sehr markant war. Der Akkumulatorbetrieb wurde nach fünf Jahren 1902 wieder eingestellt.
1898 fand die Betriebsgründung der De kjøbenhavnske Sporveje (DKS) statt. Diese Straßenbahngesellschaft entstand aus der Fusion von fünf Privatgesellschaften, einschließlich der von C. F. Tietgens gegründeten KSS.
1899 wurde die erste Linie Kopenhagens mit Oberleitung elektrifiziert.
Am 27. November 1902 wurden einheitliche Liniennummern eingeführt. Im folgenden Jahr eröffnete die Tuborg Klampenborg Elektriske Sporvej (TKES), eine Tochterfirma der DKS, eine 5,5 km lange, elektrische Linie in Nord-Süd-Richtung. Sie führte über den Gentofte Strandvej und ersetzte die bisherige Dampfbahn. Die Strecke wurde 1908 über den Bernstorffsvej erweitert.
1911 wurde aus der TKES die selbstständige Nordsjællands Elektricitets- og Sporvejs Aktieselskab (NESA bzw. NESAG) gegründet, ein Energieunternehmen, das zunächst aus der Gentofter Straßenbahn zwischen Hellerup und Klampenborg und einem Kraftwerk in Skovshoved bestand, das außer der eigenen auch Straßenbahnstrecken anderer Gesellschaften mit Fahrstrom versorgte. Die NESA stellte 1953 die Fahrgastbeförderung auf ihren Linien von Straßenbahnzügen auf O-Busse um. Nach 63 Jahren zog sich die Aktiengesellschaft 1974 endgültig als Verkehrsunternehmen zurück und konzentrierte sich auf seine Energiesparte. 2006 fusionierte sie mit der Dansk Olie og Naturgas A/S und vier von weiteren Energieunternehmen zu Dänemarks größten Energieversorger Dong Energy Aktieselskab.

## Kommunaler Betrieb
Die Stadt Kopenhagen begann den Betrieb von Straßenbahnen am 1. August 1911 mit dem Unternehmen Københavns Sporveje (KS), nach Übernahme der 1898 gegründeten DKS. 1919 übernahm die KS eine weitere Gesellschaft, diesmal aus Frederiksberg. Die Frederiksberg Sporvejsselskab hatte seit dem 14. Juni 1872 begonnen, mit einer Pferdestraßenbahn Frederiksberg zu erschließen. 1896 schloss sie sich mit der 1883 gegründeten Falkoneralléens Sporvejsselskab zur Frederiksberg Sporvejs- og Elektricitets Aktieselskab zusammen, die 1919 in der KS aufging. Mit dieser letzten Übernahme von Straßenbahnen bestand in diesem Jahr in der Stadt Kopenhagen bereits ein ausgedehntes Netz von 14 Strecken der kommunalen KS, durch die damalige Vororte wie Hellerup, Brønshøj, Valby sowie Sundby auf Amager erreichbar waren.
Von 1960 bis 1966 beschaffte Kopenhagen 100 neue Duewag-Gelenkwagen und modernisierte damit den Fahrzeugpark. Die Stromzuführung erfolgte jedoch weiterhin mit den veralteten Rollenstromabnehmern. Trotz dieses Modernisierungsschritts fiel wenige Jahre später der Beschluss zu Einstellung. Am 22. April 1972 stellte die Københavns Sporveje (KS) als Betreibergesellschaft der Kopenhagener Straßenbahn die letzte betriebene Linie 5 ein. Die noch vergleichsweise neuen Gelenkwagen von Duewag wurden an die Straßenbahn Alexandria verkauft. Einige dieser Wagen aus Kopenhagen fahren dort noch heute. 2001 kehrten zwei der Gelenkwagen nach Dänemark zurück und wurden in die Sammlung des Straßenbahnmuseums Skjoldenæsholm aufgenommen.

## Entwicklung nach der Stilllegung
KS wurde am 1. Oktober 1974 mit elf anderen Verkehrsgesellschaften zu der neuen Hovedstadsområdets Trafikselskab zusammengelegt. Im Jahr 2000 ging diese mit weiteren Gesellschaften in HUR Trafik auf, die den gesamten Nahverkehr in der Region Hovedstaden plante und abwickelte. Am 1. Januar 2007 wurde HUR Trafik mit Storstrøms Trafikselskab und Vestsjællands Trafikselskab zur überregionalen Trafikselskabet Movia zusammengelegt, die für den gesamten Nahverkehr östlich des Großen Belt, mit Ausnahme von Bornholm, verantwortlich zeichnet.

## Neues System
Derzeit ist eine neue transversale Straßenbahnlinie abseits des Stadtzentrum von Kopenhagen in Bau und soll noch im Jahr 2025 eröffnet werden. 
Siehe dazu Hovedstadens Letbane

## Galerie

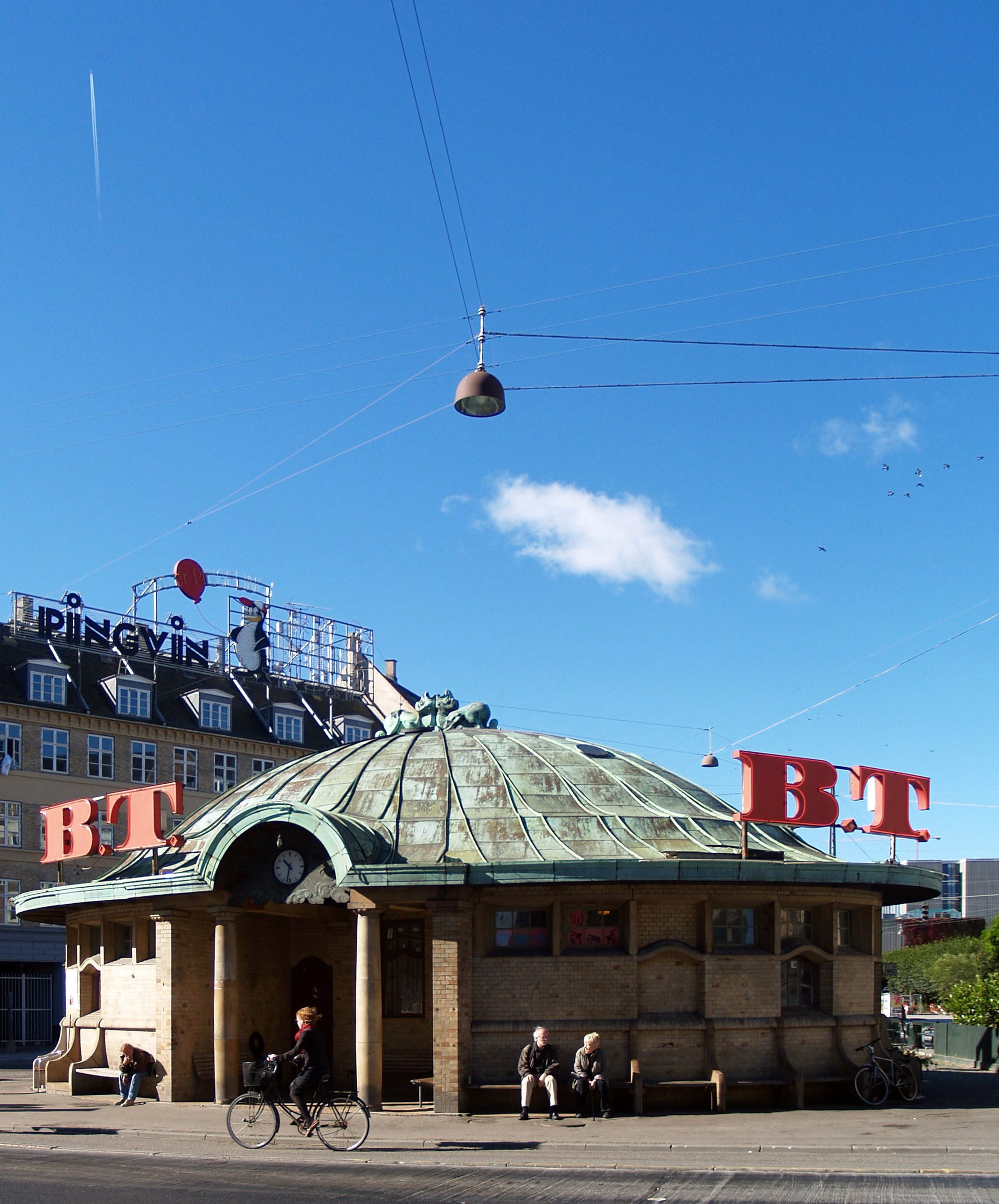
Die 1904 bis 1907 errichtete Wartehalle am Trianglen
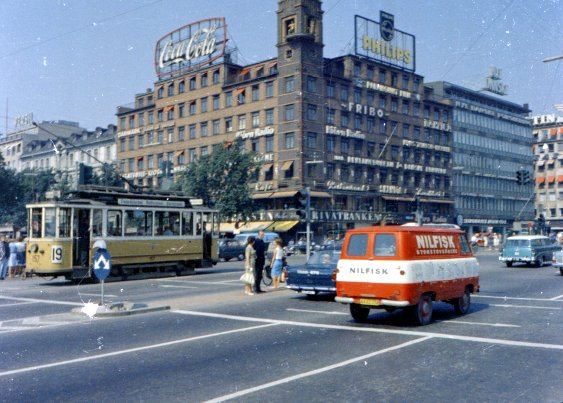
Straßenbahn auf dem Rådhuspladsen um 1963, Wagen der Linie 19.
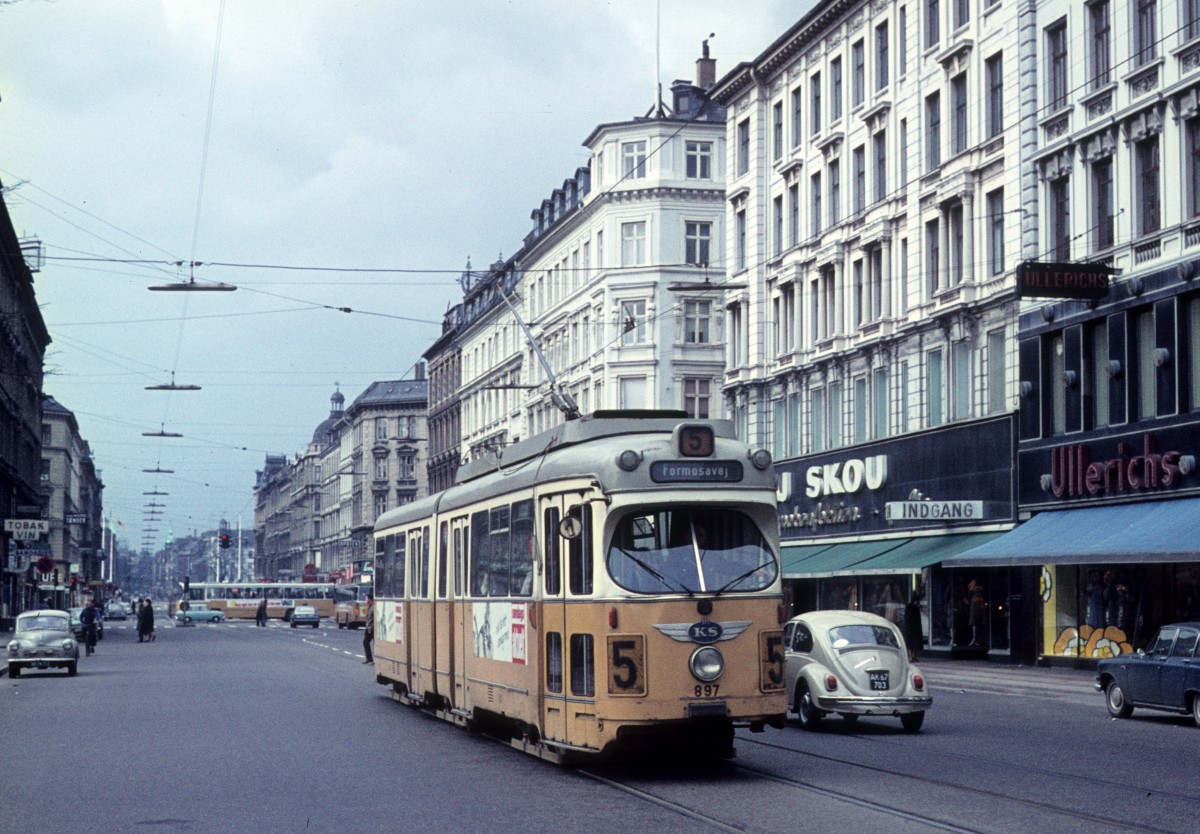
Frederiksborggade 1971, Zug der Linie 5.
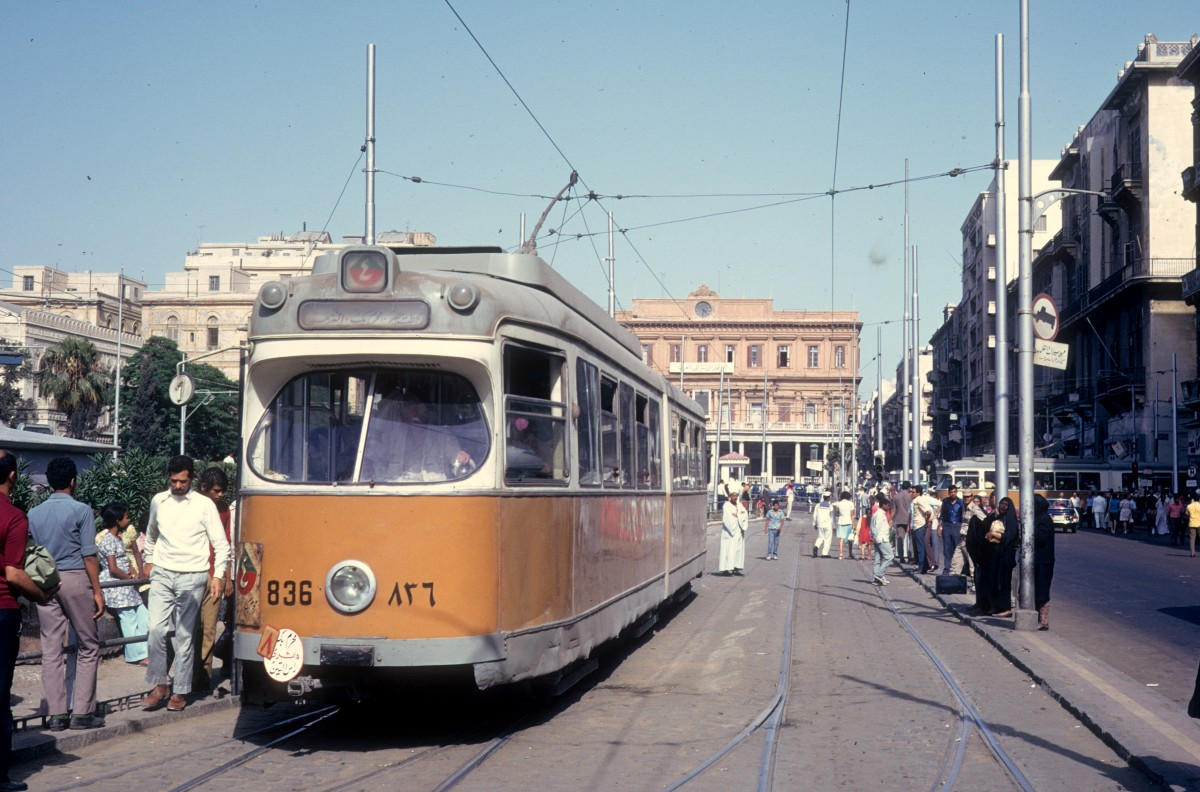
Ehemaliger Kopenhagener Straßenbahnwagen in Alexandria.